# Графство Ретел
Графството Ретел (на френски: Comté de Rethel) е историческа територия от 10 век до 1789 г. около град Ретел в Северен Шампан в регион Шампан-Ардени в Североизточна Франция.
Графството е управлявано от 1094 г. от фамилията на крал Балдуин II от Йерусалим. От 1280 г. то се управлява от фамилията Дом Дампиер, от 1384 г. от династията Валоа Бургундия.
През 1581 г. крал Анри III издига графството Ретел в полза на Карло I Гонзага на херцогство (фр. duché de Rethel), което по-късно е купено от кардинал Мазарини. Той го завещава през 1661 г. на Арманд Шарл де Ла Порт, съпругът на племенницата и наследничката му Хортензия Манчини, който от женитбата му носи титлата „херцог на Мазарин“.